# Ararat Mirzoyan
Ararat Mirzoyan (arménio: Արարատ Միրզոյան; Erevã, 23 de novembro de 1979) é um político arménio, presidente da Assembleia Nacional de seu país desde 14 de janeiro de 2019.

## Biografia
Antes de entrar para a vida política, Mirzoyan trabalhou em vários setores, incluindo o Instituto Armênio do Museu do Genocídio, o Banco HSBC Armênia, a Agência de Notícias REGNUM e a Fundação Internacional para Sistemas Eleitorais.
Como membro fundador do Partido Contrato Civil, concorreu sob a Aliança Saída durante as eleições parlamentares de 2017 e foi eleito para representar o terceiro distrito eleitoral, composto pelos bairros Malátia-Sebastia e Xengavite de Erevã.
Um forte adversário de Serj Sargsyan, Mirzoyan foi fundamental na Revolução Arménia em 2018 contra a transição de Sargsyan de Presidente para Primeiro Ministro. Notadamente, em 11 de abril de 2018, ele acendeu tochas de fumaça durante um discurso na Assembléia Nacional, para chamar a atenção para os protestos que estavam sendo planejados, e que eventualmente resultaram na demissão de Sargsyan.
Em maio de 2018, após Nikol Pashinyan substituir Sargsyan como primeiro-ministro, Mirzoyan foi nomeado vice-primeiro-ministro do novo governo, e teve que abdicar de seu assento no parlamento.
Em 14 de janeiro de 2019, foi eleito Presidente da Assembleia Nacional da Arménia, cargo qual ocupou até agosto de 2021